# Daniel Bogdanović
Daniel Bogdanović (ur. 26 marca 1980 w Misracie) – maltański piłkarz pochodzenia serbskiego występujący na pozycji napastnika.

## Kariera klubowa
Bogdanović zawodową karierę rozpoczynał w sezonie 2000/2001 w maltańskim klubie Sliema Wanderers. W debiutanckim sezonie rozegrał tam 7 ligowych spotkań i zdobył 2 bramki, a z klubem wywalczył wicemistrzostwo Malty. W 2001 roku odszedł do węgierskiego Vasasu Budapeszt. Pełnił tam rolę rezerwowego. W ciągu pół roku zagrał tam w lidze jeden raz, a potem powrócił na Maltę, gdzie został zawodnikiem Naxxar Lions. Tam grał przez kolejne pół roku, a latem 2002 podpisał kontrakt z innym zespołem maltańskiej Premier League, Valletta FC. Graczem tego klubu był przez pół roku, a na początku 2003 roku odszedł do bułgarskiego Nafteksu Burgas. Występował tam przez połowę sezonu. W sumie zagrał tam 7 meczach ligi bułgarskiej i zdobył jedną bramkę.
Latem 2003 powrócił do Maltę, gdzie grał w klubach Sliema Wanderers, Marsaxlokk FC oraz ponownie Sliema Wanderers i Marsaxlokk FC. W tym czasie ze Sliemą wywalczył wicemistrzostwo Malty (2006), a z Marsaxlokk Puchar Malty (2004) i mistrzostwo Malty (2007). Ponadto w sezonie 2006/2007 został królem strzelców ligi maltańskiej (31 goli).
Latem 2007 roku podpisał kontrakt z włoskim Cisco Roma, występującym w Serie C2. Spędził tam jeden sezon. W sumie zagrał tam w 16ligowych meczach i zdobył w nich 2 bramki. W 2008 roku odszedł do bułgarskiego Łokomotiwu Sofia. W A PFG zadebiutował 17 sierpnia 2008 w wygranym 1:0 meczu z Pirinem Błagojewgrad. W Lokomotiwie spędził pół roku. Rozegrał tam 13 ligowych spotkań i strzelił 2 gole.
W styczniu 2009 przeszedł do angielskiego Barnsley. W Championship zadebiutował 27 stycznia 2009 w przegranym 1:2 spotkaniu z Ipswich Town. W tamtym meczu strzelił także gola.
3 czerwca 2010 roku podpisał dwuletni kontrakt z Sheffield United.

## Kariera reprezentacyjna
Bogdanović urodził się w Libii, a jego rodzicami są Serbami, jednak zdecydował się na grę w reprezentacji Malty, na której się wychowywał. W drużynie narodowej zadebiutował 9 lutego 2002 w towarzyskim meczu z Jordanią. 12 lutego 2003 w zremisowanym 2:2 towarzyskim spotkaniu z Kazachstanem Bogdanović strzelił pierwszego gola w trakcie gry w kadrze. Był uczestnikiem eliminacji do Mistrzostw Europy 2004 oraz Mistrzostw Europy 2008, jednak na oba jego reprezentacja nie awansowała. Obecnie powoływany jest do kadry na mecze eliminacyjne Mistrzostw Świata 2010.